# Jessica Grieco
Pour les articles homonymes, voir Grieco.
Jessica Grieco, née le 10 août 1973 à Allentown, est une coureuse cycliste américaine.

## Palmarès
- 1988
  - Fitchburg Longsjo Classic
- 1989
  - 2e du championnat du monde sur route juniors
  - 3e du championnat du monde de la course aux points juniors
- 1990
  - 3e étape de Tour de Toona
  - 2e du championnat du monde sur route juniors
  - 2e du championnat du monde de la poursuite juniors
  - 2e du championnat du monde de la course aux points juniors
- 1991
  -  Championne du monde de la poursuite juniors
  - 2e du championnat du monde de vitesse juniors
  - 3e du championnat du monde de la course aux points juniors
  - 3e du championnat panaméricains de la course aux points
- 1993
  - 3e du championnat du monde de course aux points
- 1994
  - 3e du championnat panaméricains de vitesse
  - 3e du Women`s Challenge
- 1995
  -  Championne des États-Unis de la course aux points
  - Tour de Somerville
  - Long Beach
  - 3e étape de la Fitchburg Longsjo Classic
- 1996
  - Tour de Somerville